# Phellolophium
Phellolophium es un género de plantas de la familia de las apiáceas. Comprende 4 especies descritas y de estas, las 2 pendientes de ser aceptadas.

## Taxonomía
El género fue descrito por John Gilbert Baker y publicado en Journal of the Linnean Society, Botany 21: 349. 1884. La especie tipo es: Phellolophium madagascariense Baker

## Especies
A continuación se brinda un listado de las especies del género Phellolophium aceptadas hasta septiembre de 2012, ordenadas alfabéticamente. Para cada una se indica el nombre binomial seguido del autor, abreviado según las convenciones y usos.
- Phellolophium decaryi Sales & Hedge
- Phellolophium madagascariense Baker